# Jiszbak
Jiszbak (hebr. וְיִשְׁבָּ֣ק) − postać biblijna ze Starego Testamentu, siódmy syn patriarchy Abrahama, a piąty pochodzący z jego małżeństwa z Keturą.